# Cervalces
Cervalces (лат., буквально: олень-лось) — рід вимерлих оленів, які жили у пліоцені та плейстоцені. Cervalces gallicus — жив в Європі у пліоцені та плейстоцені. Cervalces scotti, жив у плейстоцені на території Північної Америки. Рештки Cervalces latifrons та Cervalces carnutorum були знайдені у плейстоценових шарах Європи та Азії.